# Ichthyophis multicolor
Espèce
Ichthyophis multicolor est une espèce de gymnophiones de la famille des Ichthyophiidae.
Vicdraw et nul en moddé et Rdyylwwummugpif7m
Bluexe_ AOAO

## Répartition
Cette espèce est endémique de la région d'Ayeyarwady en Birmanie. Elle se rencontre à Mwe Hauk vers 10 m d'altitude.

## Étymologie
Son nom d'espèce lui a été donné en référence à sa livrée.

## Publication originale
- Wilkinson, Presswell, Sherratt, Papdopoulou & Gower, 2014 : A new species of striped Ichthyophis Fitzinger, 1826 (Amphibia: Gymnophiona: Ichthyophiidae) from Myanmar. Zootaxa, no 3785 (1), p. 45–58 (texte intégral).